# 朱家民居
朱家民居位於四川省宜賓市宜賓縣橫江鎮，文物遺址年代判定為近代。2002年12月27日公佈為四川省第六批省級文物保護單位。